# Scotopteryx inflexa
Scotopteryx inflexa là một loài bướm đêm trong họ Geometridae.